# Kim Wilde
Kim Wilde, ursprungligen Kim Smith, född 18 november 1960 i Chiswick i västra London, är en brittisk sångerska. Hon nådde betydande framgång inom popmusik främst under åren 1981–1982 och 1988.

## Biografi

### Privatliv
Kim Wildes far är 1950-talsrockaren Marty Wilde (eg. Reginald Leonard Smith) och hennes mor Joyce Smith (född Joyce Baker) var med i den brittiska sång- och dansgruppen The Vernon Girls. Kim Wilde har tre yngre syskon, Ricky Wilde, Roxanne Wilde och Marty Jr. Som barn gick Wilde i Oakfield Preparatory School i Dulwich i sydöstra London. När hon var nio flyttade familjen till Hertfordshire. Där gick Wilde i Tewin School och senare i Presdales School, Ware, för att därefter slutföra en grundkurs i S:t Albans College of Art & Design 1980. Samma år fick hon kontrakt med Mickie Mosts RAK Records.[källa behövs]
Kim Wilde var 1 september 1996–2022 gift med Hal Fowler och har med honom barnen Harry Tristian, född 1998, och Rose Elizabeth, född 2000. Hennes syster Roxanne Wilde bakgrundskörar för Kylie Minogue, hennes bror Marty Jr är landskaps- och trädgårdsarkitekt.[källa behövs] Brodern Ricky Wilde är producent och låtskrivare och hjälper fortfarande Kim Wilde med musiken.

## Karriär

### Musikkarriär

#### RAK-åren (1980–1983)
Kim Wilde kontrakterades för RAK Records 1980 och spelade in sin debutsingel "Kids In America" i januari 1981. Andra singlar var "Chequered Love" och "Water On Glass" som endast släpptes i Storbritannien. Debutalbumet Kim Wilde släpptes hösten 1981. Senare samma år spelade hon in en ännu större hit, "Cambodia". År 1982 släppte hon sitt andra album, Select, med singlarna "Cambodia" och "View From A Bridge". Båda var nummer 1-placerade i Frankrike. "Cambodia" sålde över en miljon exemplar bara i Frankrike.[källa behövs] År 1983 släppte hon sitt tredje album, Catch as Catch Can, som blev ett av hennes mest experimentella album. Catch as Catch Can blev dock en relativ flopp som ledde till att hon miste kontraktet med RAK Records, som hade haft högre ambitioner för Wilde i Amerika.[källa behövs]

#### MCA-åren (1984–1997)
Wilde kontrakterades 1984 för MCA Records och släppte sitt fjärde album, Teases & Dares, som gick hyfsat i hemlandet men hamnade bättre i placeringarna i Tyskland.[källa behövs] År 1985 blev hon hyllad av en fransk sångare vid namn Laurent Voulzy i hans "Les Nuits Sans Kim Wilde" (Nätterna utan Kim Wilde). Han skrev uppenbarligen sin sång efter att ha sett henne på TV och blivit fascinerad av hennes utstrålning. Wilde hörde hans inspelning och gick till slut med på att själv sjunga några strofer. Den släpptes som singel i Frankrike. 1986 släppte hon sitt femte album, Another Step, som inte sålde lika bra som förväntat.[källa behövs] Listettasingeln i USA och covern på "You Keep Me Hangin' On" fanns bland annat med på albumet. Wilde hade även spelat in en singel tillsammans med artisten Junior Giscombe. Hon har själv varit med och skrivit flera av albumets låtar.[källa behövs]
År 1987 spelade Wilde in jullåten "Rockin' Around The Christmas Tree" tillsammans med komikern Mel Smith och blev placerad på tredje plats i Storbritannien.[källa behövs] År 1988 släpptes hennes sjätte album, Close, som gavs ut i samband med Michael Jacksons Bad Tour. Där var Wilde med och uppträdde, vilket gav albumet en skjuts på försäljningarna till två miljoner sålda kopior.[källa behövs] Albumet blev Kim Wildes mest sålda.[källa behövs]
År 1990 släppte Wilde sitt sjunde studioalbum, Love Moves. Det innehöll singlar som "Can't Get Enough (Of Your Love)", "It's Here" och "Time". Albumet lyckades inte lika bra med försäljningen som föregångaren Close. 1992 släppte hon sitt åttonde album, Love Is, med singeln "Love Is Holy". 1993 spelade Wilde in ett samlingsalbum The Singles Collection: 1981–1993, som blev en större succé i Europa och Australien. Singeln och covern på Yvonne Ellimans "If I Can't Have You" blev också en stor succé för henne.
År 1995 släppte Wilde sitt nionde studioalbum, Now & Forever, som förvånade Kim Wilde-fans med soulliknande musik och R&B. Albumet hade singlar som "Breakin' Away" samt "This I Swear" men sålde inte alls lika bra som föregående album. 1996 spelade hon in en ny singel, "Shame", som inte lyckades nå topplistorna.
Under år 1997 spelade Kim Wilde in låtar på vad som skulle ha blivit hennes tionde album med release 1998. Emellertid blev inte albumet färdiginspelat, något som skyllts på tidigare listfloppar.[källa behövs]

#### Tillbaka till popen (2001–)
Kim Wilde uppträdde 2001 live efter flera års uppehåll som gäst på en chartshow för ett Abba-tributband, Fabba. Detta verkar ha inspirerat henne att återuppta sin musikproduktion. Hon spelade in en singel, "Loved", som skulle finnas på ett ytterligare samlingsalbum, The Very Best Of Kim Wilde. Det blev en hit i Belgien. 2002 och 2003 spelade hon in ännu en singel, "Born To Be Wilde". Året efter spelade hon in ännu en singel, nu tillsammans med tyska Nena på hennes gamla hit, "Anyplace, Anywhere, Anytime". Den blev en hit i flera delar av Europa.[källa behövs]
År 2006 skrev Wilde ett nytt skivkontrakt med EMI och släppte sitt tionde album, Never Say Never. Den mest uppmärksammade singeln var hennes nya version av "You Came" samt "Perfect Girl". Andra singlar var "Together We Belong" och "Baby Obey Me" som släpptes 2007. Wilde medverkade 2009 på Fibes, Oh Fibes! platta, 1987, med en singel, "Run To You", som släpptes endast i Sverige.
År 2010 blev Wilde kontrakterad för Starwatch Music, ett tyskt skivbolag. Hon släppte singeln "Lights Down Low" den 13 augusti. Senare, den 27 augusti, släppte hon sitt elfte studioalbum Come Out And Play, som placerade sig på 10:e plats hos Tysklands albumtopplista.[källa behövs]

### Trädgårdskarriär
Under Wildes första graviditet gick hon kurser på Capel Manor college för att lära sig om trädgårdsodling för att skapa en fin trädgård för sina barn att leka i. Channel 4 frågade henne om hon kunde ställa upp som programledare för TV-programmet Better Gardens, vilket hon tackade ja till. Wilde har skrivit två böcker om trädgårdsarbete, nämligen Gardening With Children och The First-Time Garderner.[källa behövs]

## Priser och utmärkelser
Kim Wilde har tagit emot ett antal priser (bland annat tillsammans artister som Paul McCartney, Pete Townshend och Michael Jackson vid BRIT Awards 1983).
- 1981, Wilde fick priset Årets Rockbjörnen - Bästa kvinnliga sångerska (Sverige).[1]
- 1981, Golden Otto - Best Singer (Tyskland).
- 1982, Silver Otto - Second Best Singer (Tyskland).
- 1983, Silver Otto - Second Best Singer (Tyskland).
- 1983, BRIT Awards - Best British Female Solo Artist (Storbritannien).[2]
- 1984, Golden Otto - Best Singer (Tyskland)
- 1988, European Platinum Award, Kim delade detta pris med Sandra genom att vara den kvinnliga europé som sålt mest skivor i Europa under 80-talet.
- 1990, Diamond Award (Nederländerna)
- 1993, Bambi Award (Tyskland)
- 1996, RSH-GOLD Female Classic of 1995 (Tyskland)

## Diskografi
| Studioalbum - Kim Wilde (1981) - Select (1982) - Catch as Catch Can (1983) - Teases & Dares (1984) - Another Step (1986) - Close (1988) - Love Moves (1990) - Love Is (1992) - Now & Forever (1995) - Never Say Never (2006) - Come Out And Play (2010) - Snapshots (2011) - Wilde Winter Songbook (2013) - Here Come the Aliens (2018) - Closer (2025) | Singlar (topp 20 på UK Singles Chart) - "Kids in America" (1981) (#2) - "Chequered Love" (1981) (#4) - "Water on Glass" (1981) (#11) - "Cambodia" (1981) (#12) - "View from a Bridge" (1982) (#16) - "Rage to Love" (1985) (#19) - "You Keep Me Hangin' On" (1986) (#2) - "Another Step (Closer to You)" (med Junior Giscombe) (1987) (#6) - "Rockin' Around the Christmas Tree" (Mel Smith och Kim Wilde) (1987) (#3) - "You Came" (1988) (#3) - "Never Trust a Stranger" (1988) (#7) - "Four Letter Word" (1988) (#6) - "Love Is Holy" (1992) (#16) - "If I Can't Have You" (1993) (#12) - "Shine On" (2021; med Boy George) - "You're My Karma" (2021; med Tom Aspaul) |